# Saint-Jouan-de-l'Isle
Pour les articles homonymes, voir Saint-Jouan et l'Isle.
Saint-Jouan-de-l'Isle [sɛ̃ʒwɑ̃dlil]  est une commune du département des Côtes-d'Armor, dans la région Bretagne, en France.

## Géographie
|           | Caulnes                   |                     |
| Plumaugat | Saint-Jouan-de-l'Isle     | La Chapelle-Blanche |
|           | Quédillac Ille-et-Vilaine |                     |

### Hydrographie
Pour un article plus général, voir Réseau hydrographique des Côtes-d'Armor.
La commune est située dans le bassin Loire-Bretagne. Elle est drainée par la Rance et un autre petit cours d'eau,.
La Rance, d'une longueur de 104 km, prend sa source dans la commune du Mené et se jette  dans la Manche entre Dinard et Saint-Malo, après avoir traversé 28 communes.  Les caractéristiques hydrologiques de la Rance sont données par la station hydrologique située sur la commune. Le débit moyen mensuel est de 1,21 m3/s. Le débit moyen journalier maximum est de 41,3 m3/s, atteint lors de la crue du 28 février 2010. Le débit instantané maximal est quant à lui de 64,1 m3/s, atteint le même jour.

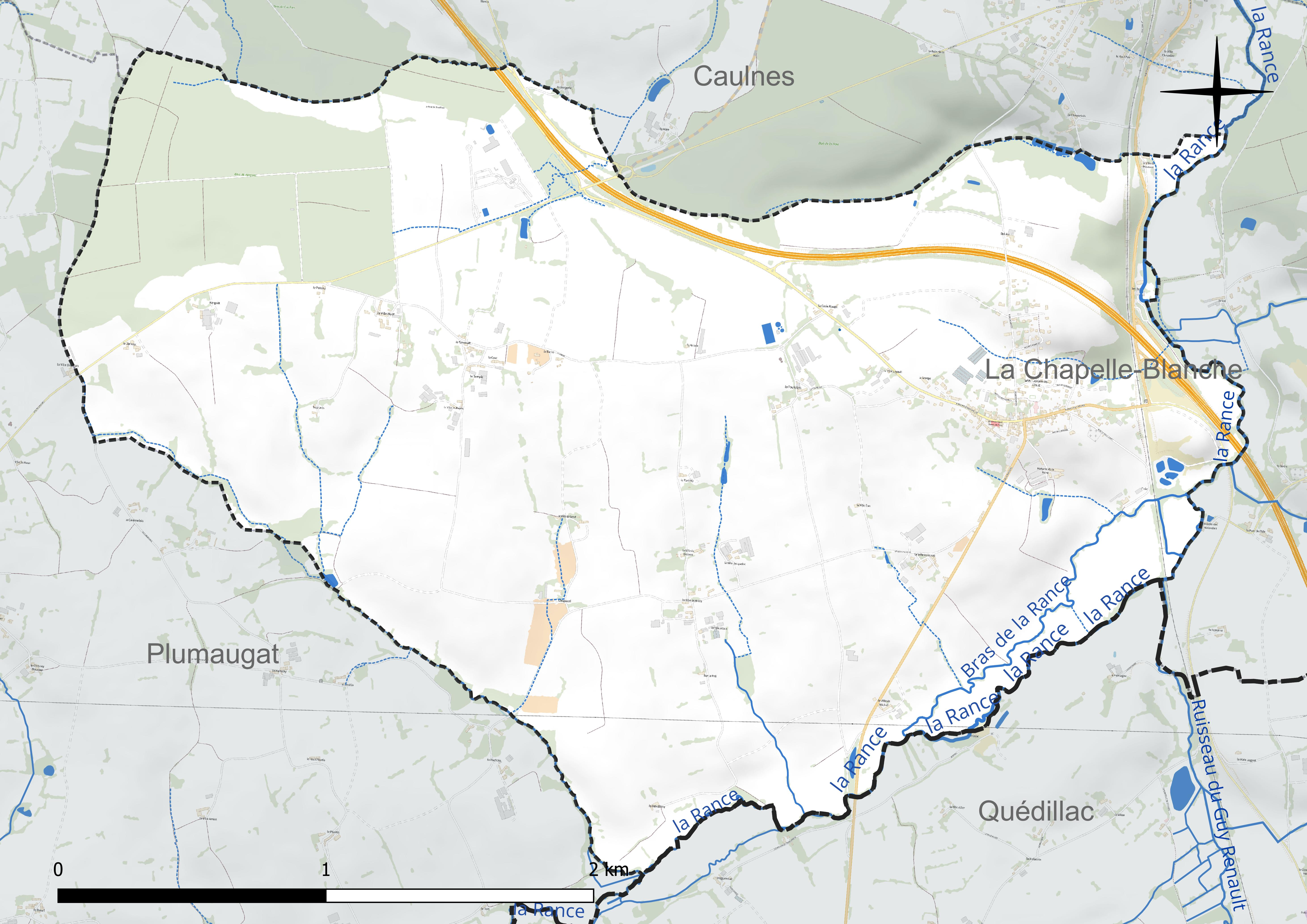
Réseau hydrographique de Saint-Jouan-de-l'Isle.

### Climat
Pour des articles plus généraux, voir Climat de la Bretagne et Climat des Côtes-d'Armor.
En 2010, le climat de la commune est de type climat océanique altéré, selon une étude du CNRS s'appuyant sur une série de données couvrant la période 1971-2000. En 2020, Météo-France publie une typologie des climats de la France métropolitaine dans laquelle la commune est exposée à un climat océanique et est dans la région climatique  Bretagne orientale et méridionale, Pays nantais, Vendée, caractérisée par une faible pluviométrie en été et une bonne insolation. Parallèlement l'observatoire de l'environnement en Bretagne publie en 2020 un zonage climatique de la région Bretagne, s'appuyant sur des données de Météo-France de 2009. La commune est, selon ce zonage, dans la zone « Intérieur Est », avec des hivers frais, des étés chauds et des pluies modérées).
Pour la période 1971-2000, la température annuelle moyenne est de 11,3 °C, avec une amplitude thermique annuelle de 12,3 °C. Le cumul annuel moyen de précipitations est de 753 mm, avec 12 jours de précipitations en janvier et 6,2 jours en juillet. Pour la période 1991-2020, la température moyenne annuelle observée sur la station météorologique la plus proche, située sur la commune du Quiou à 15 km à vol d'oiseau, est de 11,6 °C et le cumul annuel moyen de précipitations est de 757,4 mm,. Pour l'avenir, les paramètres climatiques de la commune estimés pour 2050 selon différents scénarios d'émission de gaz à effet de serre sont consultables sur un site dédié publié par Météo-France en novembre 2022.

## Urbanisme

### Typologie
Au 1er janvier 2024, Saint-Jouan-de-l'Isle est catégorisée commune rurale à habitat dispersé, selon la nouvelle grille communale de densité à 7 niveaux définie par l'Insee en 2022.
Elle est située hors unité urbaine et hors attraction des villes,.

### Occupation des sols
L'occupation des sols de la commune, telle qu'elle ressort de la base de données européenne d’occupation biophysique des sols Corine Land Cover (CLC), est marquée par l'importance des territoires agricoles (83,7 % en 2018), en diminution par rapport à 1990 (88,6 %). La répartition détaillée en 2018 est la suivante : 
terres arables (63,7 %), zones agricoles hétérogènes (14,8 %), forêts (11,4 %), prairies (5,2 %), zones urbanisées (4,9 %). L'évolution de l’occupation des sols de la commune et de ses infrastructures peut être observée sur les différentes représentations cartographiques du territoire : la carte de Cassini (XVIIIe siècle), la carte d'état-major (1820-1866) et les cartes ou photos aériennes de l'IGN pour la période actuelle (1950 à aujourd'hui).

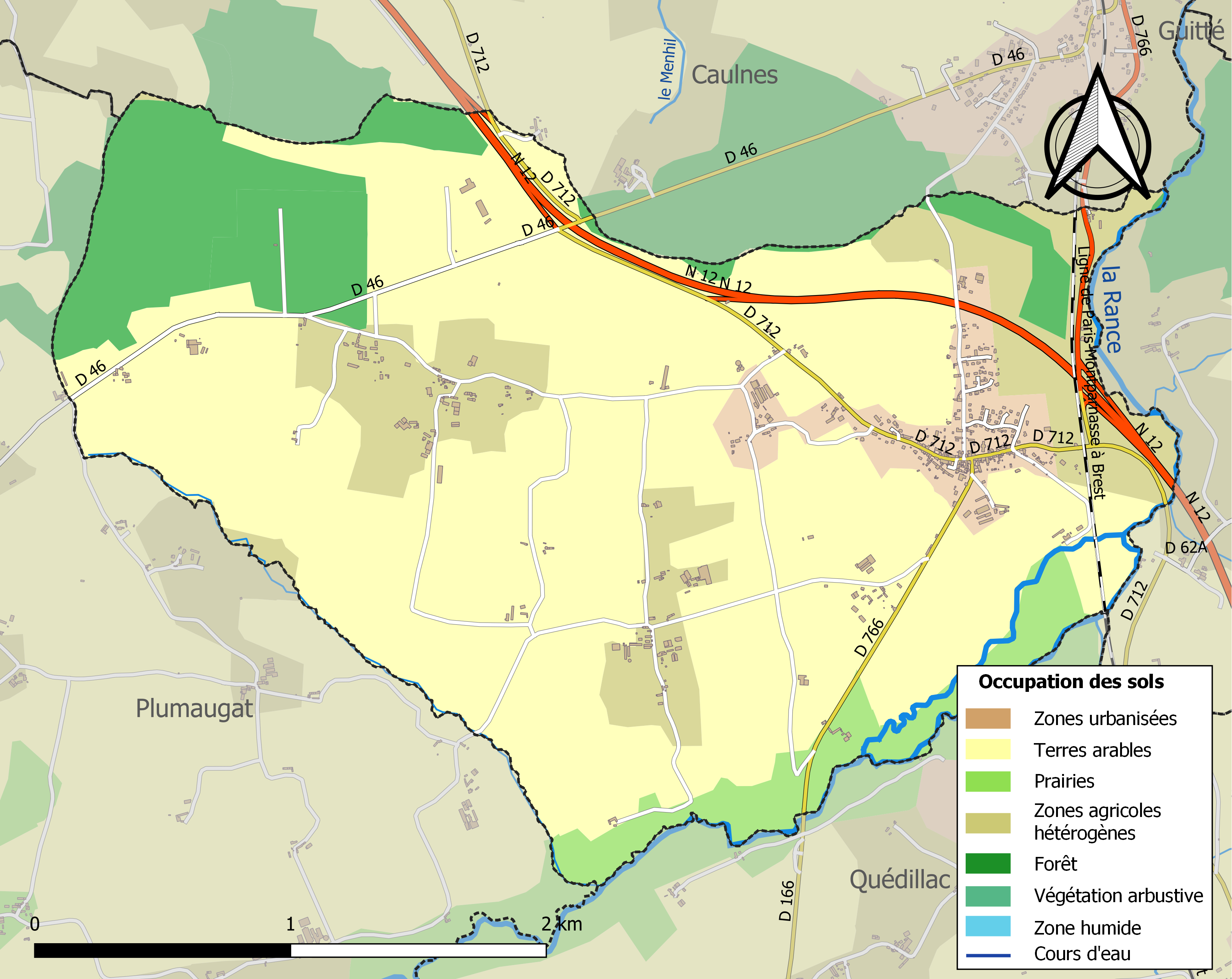
Carte des infrastructures et de l'occupation des sols de la commune en 2018 (CLC).

## Toponymie
Le nom de la localité est attesté sous les formes Sanct Johannes de Insula vers 1330, Saint Jehan de l'Isle en 1405, en 1462, Saint-Jean de Lisle en 1444, Saint Jehan en 1447, Saint Jouan de l'Isle au XVe siècle, Saint Jouan en 1591.
Saint-Jouan-de-l'Isle vient semble-t-il de saint Jaoua (ou saint Jouan, ou saint Joavan), saint breton semi-légendaire du VIe siècle qui fut curé de Brasparts, évêque de Léon et qui est enterré dans la chapelle Saint-Jaoua de Plouvien (Finistère) et d'un château du nom de l'Isle qui aurait existé au sud-est de Saint-Jouan, dans une petite île formée par la Rance.

## Histoire

### Le XXe siècle

#### Les guerres du XXe siècle
Le monument aux Morts porte les noms des 31 soldats morts pour la Patrie :
- 28 sont morts durant la Première Guerre mondiale.
- 3 sont morts durant la Seconde Guerre mondiale.

### LeXXIesiècle

#### Le legs France Aubry
France Aubry, une Rennaise décédée âgée de 83 ans le 3 septembre 2022 et ayant des attaches familiales dans la commune sans y avoir jamais résidé, a légué plus d'un million d'euros, soit trois fois le budget annuel de la commune, à Saint-Jouan-de-l'Isle.

## Héraldique
| Blason de Saint-Jouan-de-l'Isle | Blason  | D'azur aux quatre fusées d'argent rangées en fasce. |
| Blason de Saint-Jouan-de-l'Isle | Détails | Le statut officiel du blason reste à déterminer.    |

## Politique et administration
| Période                                  | Période                   | Identité                      | Étiquette | Qualité                                                                     |
| ---------------------------------------- | ------------------------- | ----------------------------- | --------- | --------------------------------------------------------------------------- |
| Les données manquantes sont à compléter. |                           |                               |           |                                                                             |
|                                          |                           | Armand Guilbert               |           |                                                                             |
| avant 1975                               | novembre 1978 (démission) | Louis Oury                    |           |                                                                             |
| novembre 1978                            | mars 1983                 | Célestin Ravaudet (1924-2000) |           | Entrepreneur de maçonnerie Premier adjoint au maire (1971 → 1978)           |
| mars 1983                                | juin 1995                 | Joseph Pérou                  |           |                                                                             |
| juin 1995                                | mars 2008                 | William Duran                 |           | Ingénieur retraité 4e vice-président de la CC du Pays de Caulnes (1999 → ?) |
| mars 2008                                | mars 2014                 | Christophe Pérou              |           | Agriculteur                                                                 |
| mars 2014                                | novembre 2021 (démission) | Huguette Thébault             | DVD       | Commerçante retraitée                                                       |
| novembre 2021                            | En cours                  | Gilles Coupu                  |           | Agriculteur, ancien premier adjoint                                         |

## Démographie
L'évolution du nombre d'habitants est connue à travers les recensements de la population effectués dans la commune depuis 1793. Pour les communes de moins de 10 000 habitants, une enquête de recensement portant sur toute la population est réalisée tous les cinq ans, les populations de référence des années intermédiaires étant quant à elles estimées par interpolation ou extrapolation. Pour la commune, le premier recensement exhaustif entrant dans le cadre du nouveau dispositif a été réalisé en 2006.

En 2022, la commune comptait 456 habitants, en évolution de −8,62 % par rapport à 2016 (Côtes-d'Armor : +1,78 %, France hors Mayotte : +2,11 %).
| 1793 | 1800 | 1806 | 1821 | 1831 | 1836 | 1841 | 1846 | 1851 |
| ---- | ---- | ---- | ---- | ---- | ---- | ---- | ---- | ---- |
| 551  | 683  | 663  | 692  | 650  | 674  | 653  | 716  | 792  |

| 1856 | 1861 | 1866 | 1872 | 1876 | 1881 | 1886 | 1891 | 1896 |
| ---- | ---- | ---- | ---- | ---- | ---- | ---- | ---- | ---- |
| 740  | 724  | 724  | 673  | 681  | 767  | 771  | 696  | 709  |

| 1901 | 1906 | 1911 | 1921 | 1926 | 1931 | 1936 | 1946 | 1954 |
| ---- | ---- | ---- | ---- | ---- | ---- | ---- | ---- | ---- |
| 674  | 670  | 667  | 616  | 574  | 555  | 534  | 534  | 468  |

| 1962 | 1968 | 1975 | 1982 | 1990 | 1999 | 2006 | 2011 | 2016 |
| ---- | ---- | ---- | ---- | ---- | ---- | ---- | ---- | ---- |
| 411  | 426  | 415  | 375  | 359  | 345  | 416  | 461  | 499  |

| 2021 | 2022 | - | - | - | - | - | - | - |
| ---- | ---- | - | - | - | - | - | - | - |
| 469  | 456  | - | - | - | - | - | - | - |

## Culture locale et patrimoine

### Lieux et monuments
- Église Saint-Jean-Baptiste
- Le Vieux Château

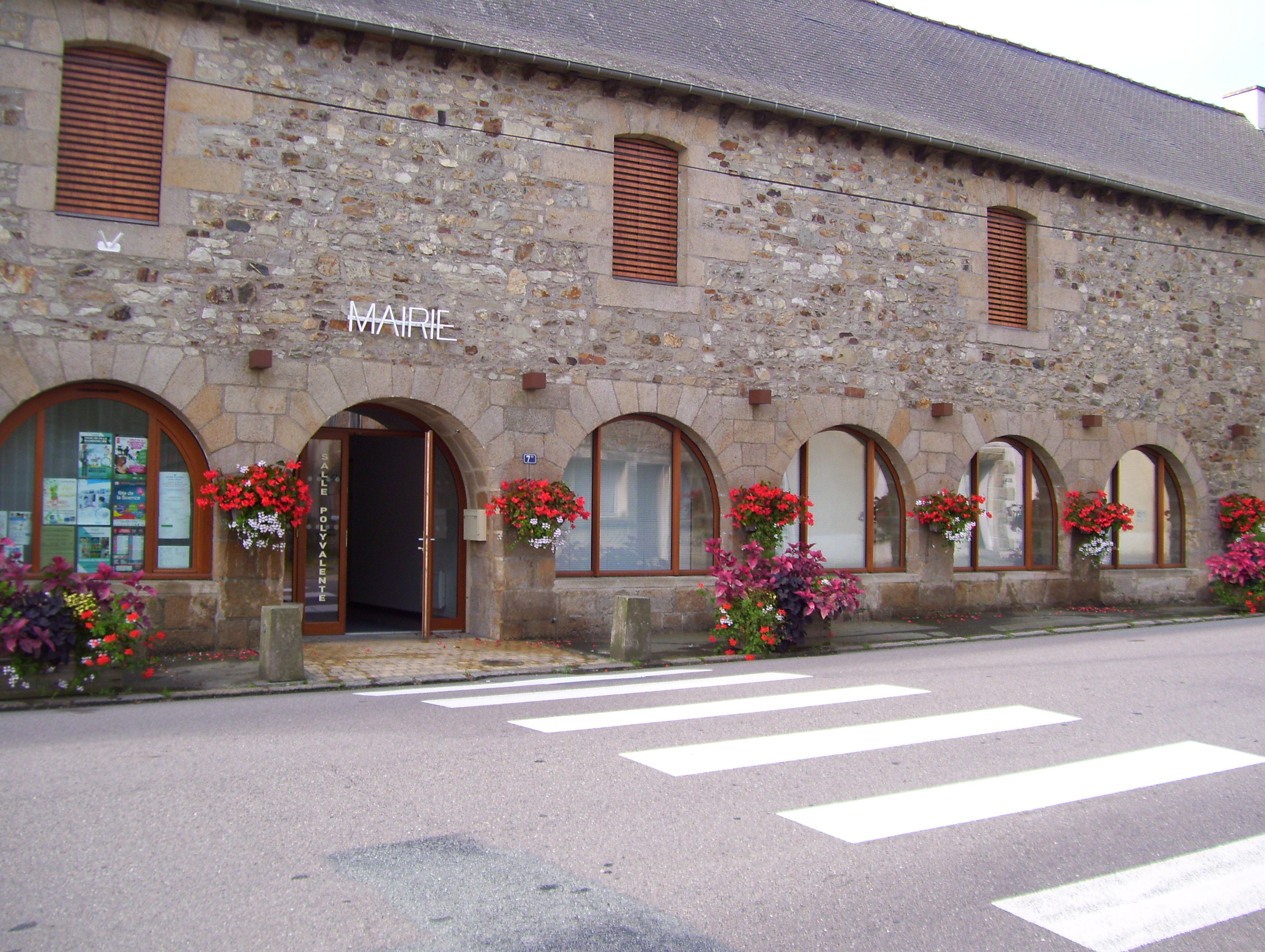
Mairie de Saint Jouan de l'Isle
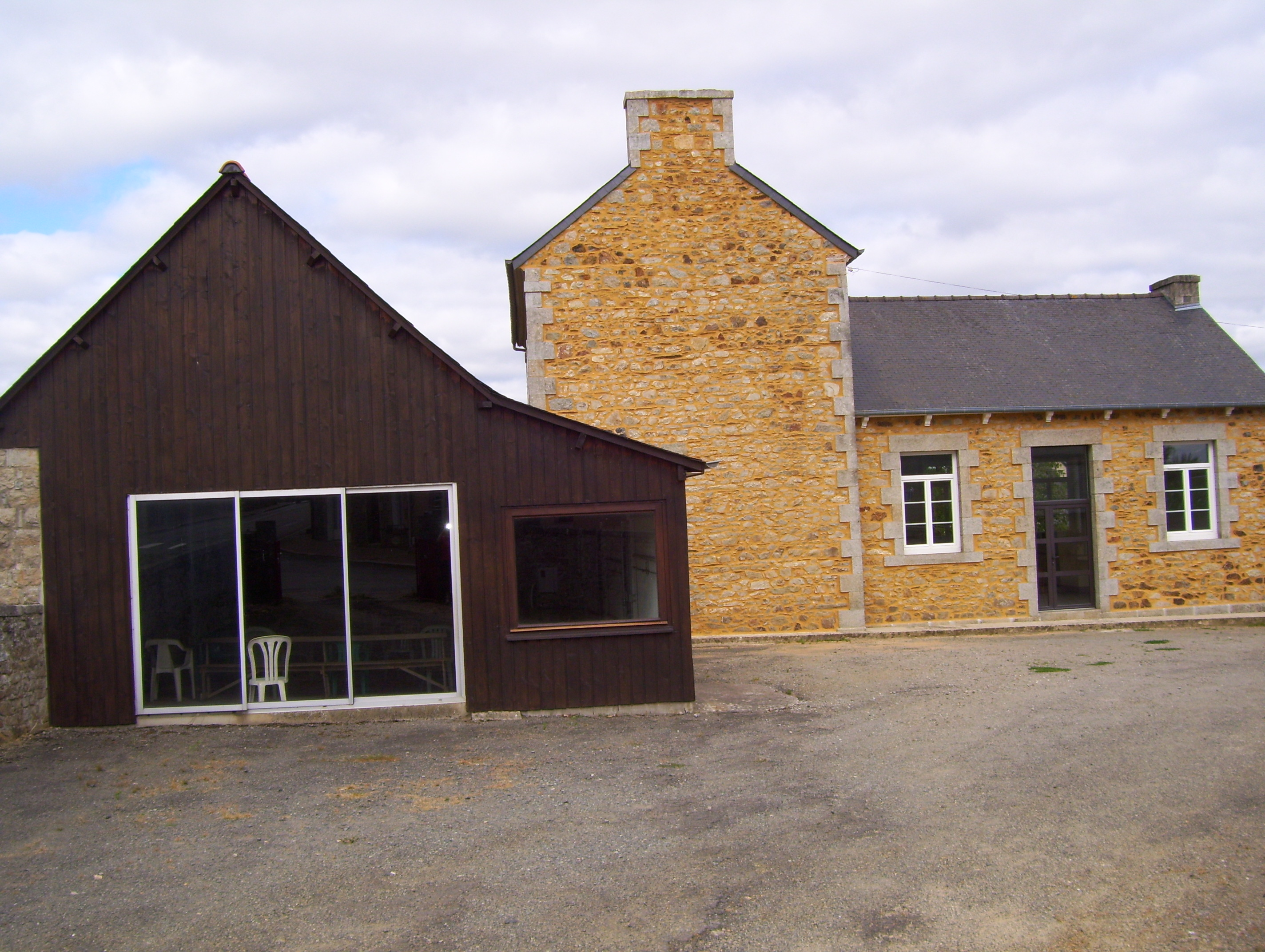
Maison des associations
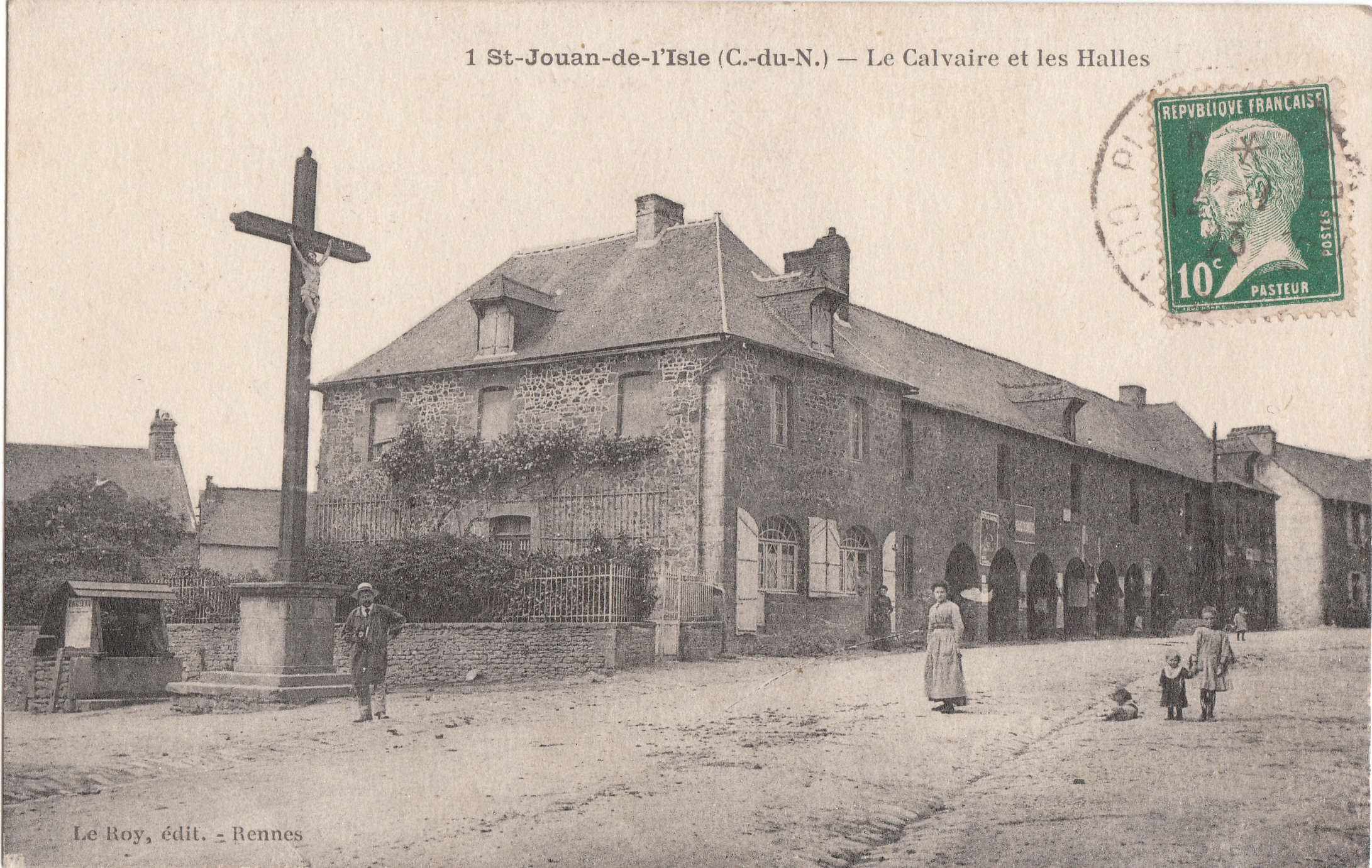
Centre du village avec ses habitants (début XXe siècle)

### Personnalités liées à la commune
- Charles de Rosmadec, né en 1618 dans la commune, évêque de Vannes puis archevêque de Tours
- Léopold Vigneron, né en 1915 dans la commune, physicien, militant politique et résistant français.